# Liste der Biografien/Fam
Liste der Biografien |
Portal Biografien |
Personensuche
# |
A |
B |
C |
D |
E |
F |
G |
H |
I |
J |
K |
L |
M |
N |
O |
P |
Q |
R |
S |
T |
U |
V |
W |
X |
Y |
Z |
?
 
Fa |
Fe |
Ff |
Fh |
Fi |
Fj |
Fk |
Fl |
Fm |
Fn |
Fo |
Fr |
Ft |
Fu |
Fy
 
Faa |
Fab |
Fac |
Fad |
Fae |
Faf |
Fag |
Fah |
Fai |
Faj |
Fak |
Fal |
Fam |
Fan |
Fao |
Fap |
Faq |
Far |
Fas |
Fat |
Fau |
Fav |
Faw |
Fax |
Fay |
Faz
Die Liste der Biografien führt alle Personen auf, die in der deutschsprachigen Wikipedia einen Artikel haben. Dieses ist eine Teilliste mit 31 Einträgen von Personen, deren Namen mit den Buchstaben „Fam“ beginnt.

## Fam

### Fama
- Famá, Ernesto (1908–1984), argentinischer Tangosänger und -komponist
- Fama, Eugene (* 1939), US-amerikanischer Wirtschaftswissenschaftler
- Famadico, Buenaventura Malayo (* 1956), philippinischer Geistlicher, emeritierter römisch-katholischer Bischof von San Pablo

### Famb
- Fambrough, Charles (1950–2011), US-amerikanischer Jazz-Bassist und -Komponist

### Fame
- Fame, Georgie (* 1943), britischer R&B-MusikerGeorgie Fame (* 1943)

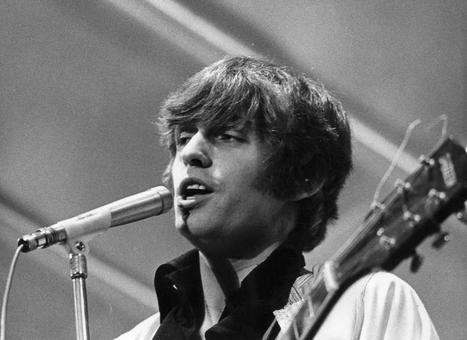
Georgie Fame (* 1943)

- Famechon, Johnny (1945–2022), australischer Boxer im Federgewicht
- Famechon, Ray (1924–1978), französischer Boxer
- Famewo, Stephen Kanu (* 1983), nigerianischer Fußballspieler
- Fameyeh, Joel (* 1997), ghanaischer Fußballspieler

### Fami
- Famian von Gallese (1090–1150), Erster heiliggesprochener Mönch aus dem Zisterzienserorden
- Famiglietti, Mark (* 1979), US-amerikanischer Schauspieler
- Famiglietti, Tekla (1936–2020), italienische Generaläbtissin
- Familia, Jeurys (* 1989), dominikanischer Baseballspieler
- Familia-Castillo, Juan (* 2000), niederländischer Fußballspieler
- Faminski, Waleri Wsewolodowitsch (1914–1993), sowjetischer Fotograf
- Faminzyn, Alexander Sergejewitsch (1841–1896), russischer Komponist und Musikpädagoge
- Faminzyn, Andrei Sergejewitsch (1835–1918), russischer Biologe und Pflanzenphysiologe
- Famitschou, Waleryj (* 1988), belarussisch-kasachischer Fußballtorhüter

### Faml
- Famler, Walter (* 1958), österreichischer Autor

### Famo
- Famoe (* 1987), italienisch-englischer Rapper
- Famos, Cla (* 1966), Schweizer Theologe und Rechtswissenschaftler
- Famos, Luisa (1930–1974), Schweizer Schriftstellerin
- Famos, Rita (* 1966), Schweizer Theologin
- Famose, Annie (* 1944), französische Skirennläuferin

### Famp
- Fampas, Dimitris (1921–1996), griechischer Gitarrist und Komponist

### Famu
- Famula, Josef (1919–1985), deutscher Fußballspieler
- Famulla, Alexander (* 1960), deutsch-polnischer Fußballtorwart
- Famulok, Michael (* 1960), deutscher Chemiker und Professor für Chemische Biologie
- Famulus, römischer Maler
- Famutimi, Olumuyiwa (* 1984), kanadischer Basketballspieler
- Famuyiwa, Rick (* 1973), US-amerikanischer Filmregisseur und Drehbuchautor